# Minzhu (socken i Kina, Heilongjiang)
Minzhu (kinesiska: 民主, 民主乡) är en socken i Kina. Den ligger i provinsen Heilongjiang, i den nordöstra delen av landet, omkring 17 kilometer nordost om provinshuvudstaden Harbin. Antalet invånare är 31 317. Befolkningen består av 15 656 kvinnor och 15 661 män. Barn under 15 år utgör 12,0 %, vuxna 15-64 år 81 %, och äldre över 65 år 6,0 %.
Genomsnittlig årsnederbörd är 721 millimeter. Den regnigaste månaden är juli, med i genomsnitt 169 mm nederbörd, och den torraste är januari, med 6 mm nederbörd.